# ЕС-2701
Електронна обчислювальна машина ЕС-2701 — багатопроцесорний обчислювальний комплекс надвисокої швидкодії, розроблений Інститутом кібернетики АН України, увібрав у себе ідеї щодо створення швидкодіючих систем з нефоннейманівською архітектурою, сформульовані у свій час академіком Віктором Глушковим. Планувалася до випуску на заводі обчислювальних машин в Пензі. Серійний випуск не відбувся у зв'язку з настанням у Радянському Союзі економічної кризи.

## Основні відомості
Про цю унікальну машину з загальнодоступних джерел відомо дуже небагато. В основі її архітектури покладений макроконвейерний принцип організації обчислень, сформульований В. М. Глушковим. 
За деякими даними, до випуску планувались системи з 64, 128 або 256 процесорами (75% — арифметичні, інші — управляючі). Швидкодія одного арифметичного процесора становила близько 0.5 млн оп/с, і автори розробки планували її лінійне зростання зі збільшенням кількості процесорів. Як ЕОМ користувача планувалось застосовувати машини ЕС-1060 або ЕС-1066. Загальна швидкодія системи за інформацією з різних джерел коливається від 0.5 до 2 мільярдів оп/с. Зокрема, за свідченнями Ю. Капітонової «цю машину ще в 87-му році ми здали комісії. Вона могла в той час випередити багато що, тому що їй не було рівних! „Макроконвейер” був зроблений у нас в Києві. Ми виготовили лише четвертинку машини на 48 процесорах, і комісія зафіксувала на реальних задачах півмільярдну швидкодію» (цит. по: «Дзеркало тижня», № 149). Також вважається, що ця ЕОМ перевищила з показниками швидкодії відому радянську супер-ЕОМ «Ельбрус».
У лютому 1984 року в рамках міжвідомчої комісії була проведена прийомка макету багатопроцесорного обчислювального комплексу, який складався з чотирьох процесорів. Макет пропрацював близько 48 годин, було зафіксовано 6 помилок у роботі, одна з яких призвела до відключення одного з процесорів, але система продовжувала працювати. Окрім демонстрації працездатності системи, комісія підтвердила припущення про практично лінійну залежність швидкодії системи від кількості процесорів на певних класах обчислень.